# Ballaghaderreen
Ballaghaderreen (iriska: Bealach an Doirín) är en ort i den västra delen av grevskapet Roscommon i Republiken Irland. Den är belägen längs med vägen N5 mellan Frenchpark och Charlestown. Namnet, från iriskan, betyder "Den lilla ekens (doirín) väg (bealach)". Tätorten (settlement) Ballaghaderreen hade 1 808 invånare vid folkräkningen 2016.

## Personer från Ballaghaderreen
- John Blake Dillon, politiker